# 斯基克达
斯基克达（阿拉伯语：‎）位于阿尔及利亚东北部地中海沿岸，是斯基克达省的首府，人口152,355（1998年）。
斯基克达在1962年阿尔及利亚独立战争結束之前称为菲利普维尔（Philippeville）。